# EmslandArena
EmslandArena is een multifunctionele zaal in Lingen (Ems), in de Duitse deelstaat Nedersaksen. De zaal werd geopend in november 2013.
In de directe omgeving van de Emslandarena bevinden zich de Emslandhallen, die worden gebruikt als evenementen- en expositiecentrum, evenals het beursterrein, dat ook als parkeerplaats wordt gebruikt. De hal ligt direct aan het Dortmund-Ems-kanaal. Rondom de Emslandarena en de Emslandhallen zijn gratis parkeerplaatsen voor bezoekers.
Naast concerten zijn er thuiswedstrijden van het handbal-Bundesligateam HSG Nordhorn-Lingen. Deze multifunctionaliteit biedt ruimte voor maximaal 5.000 bezoekers.

## Galerij

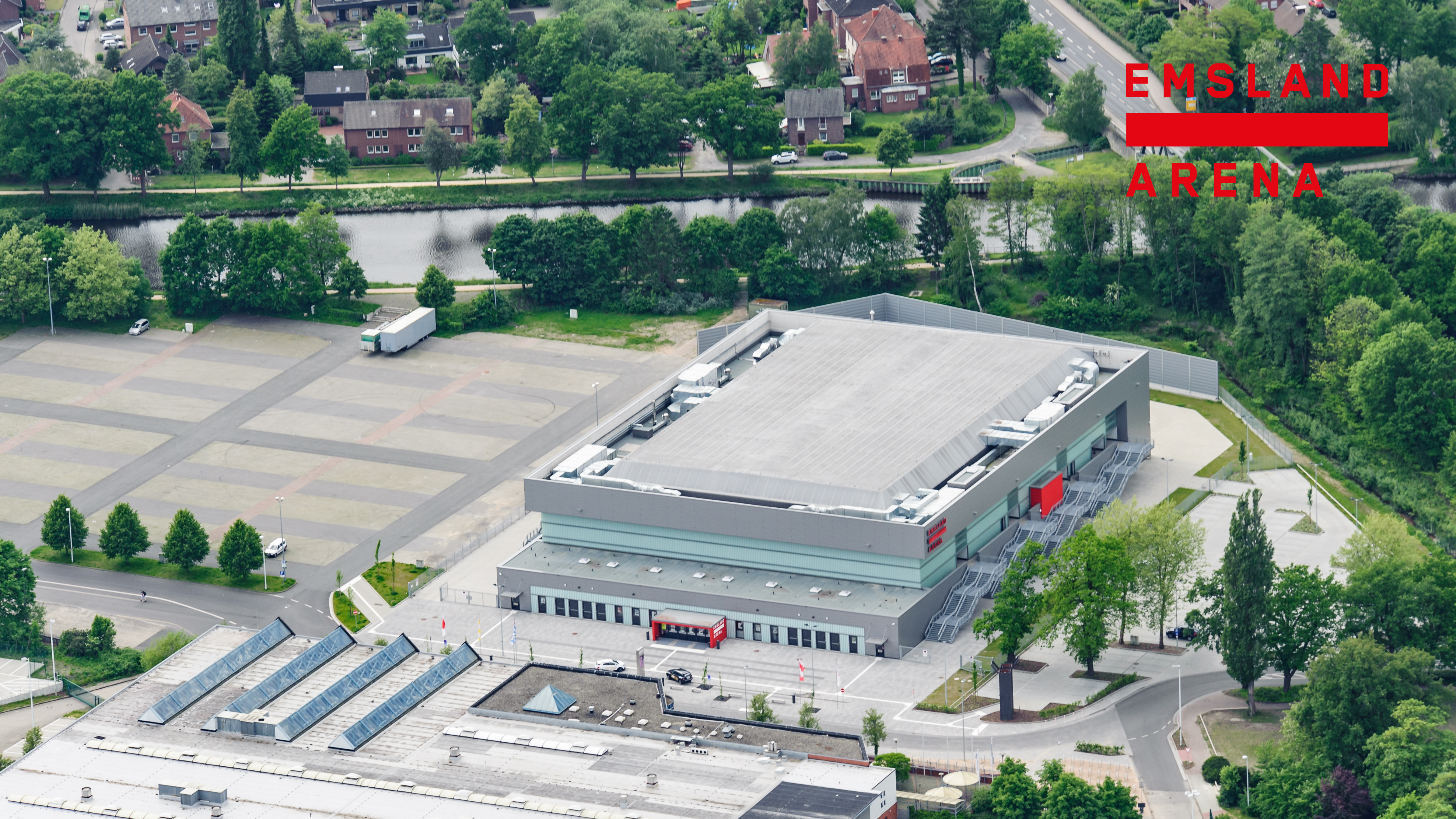
luchtfoto
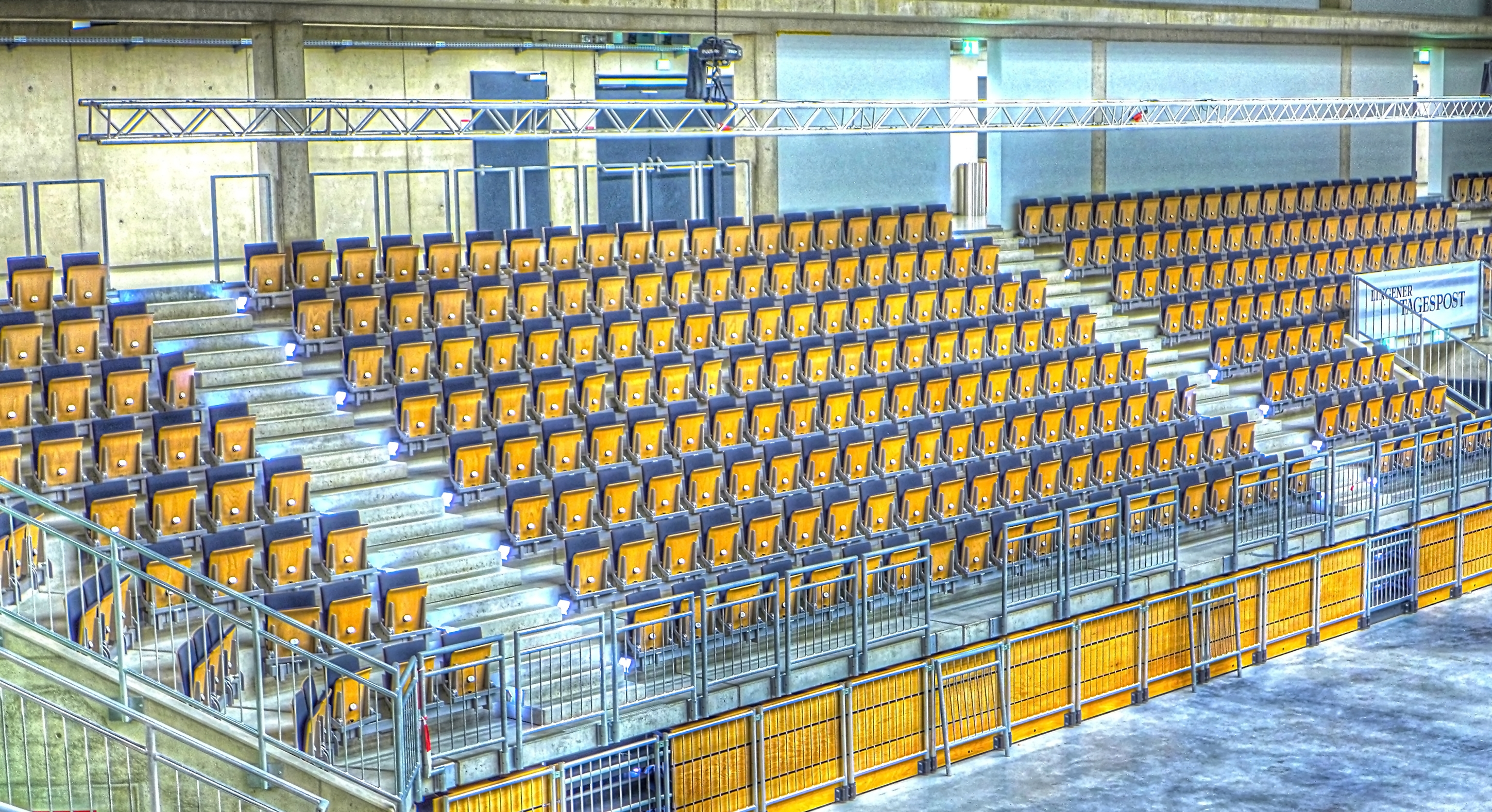
stoelen
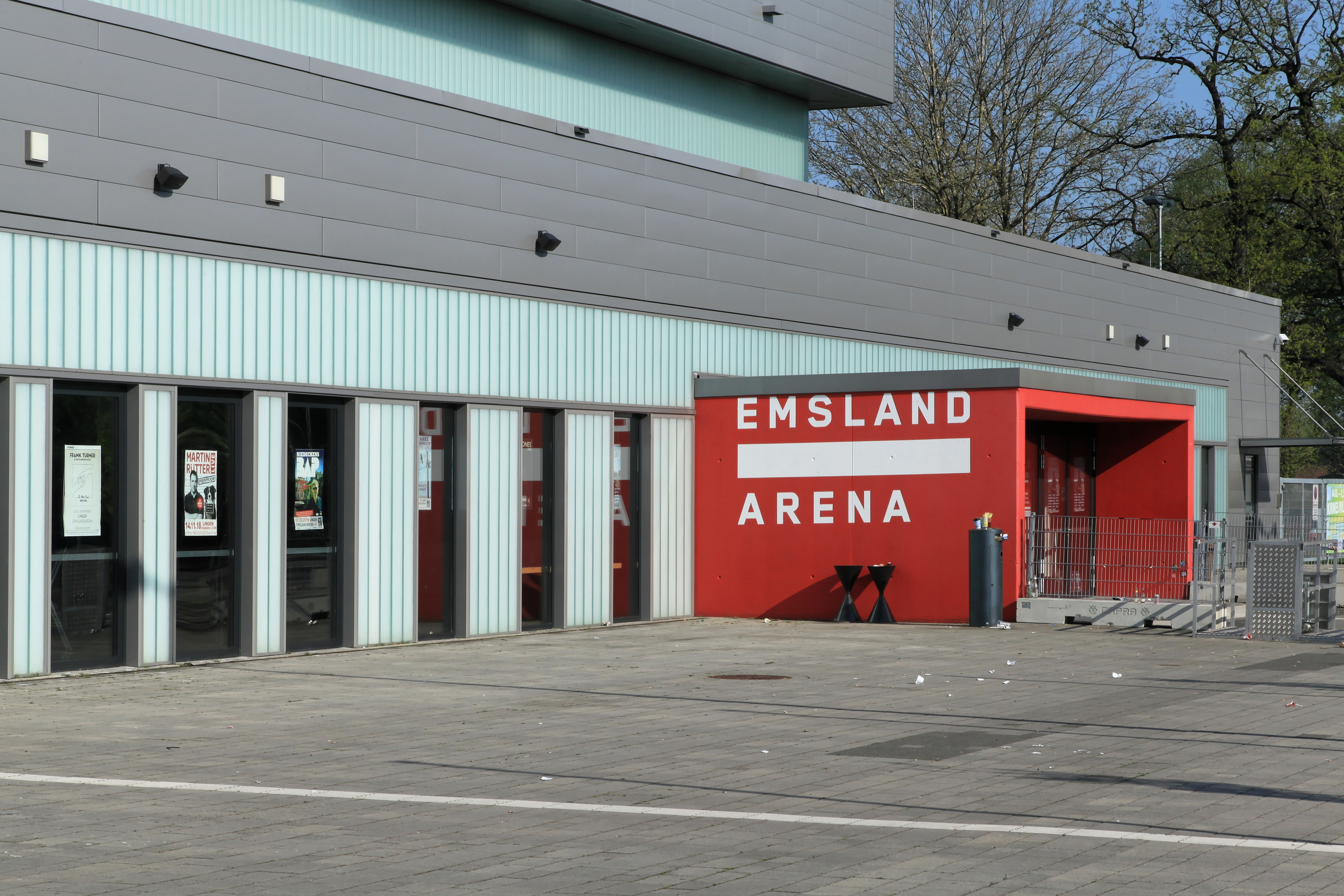
entree
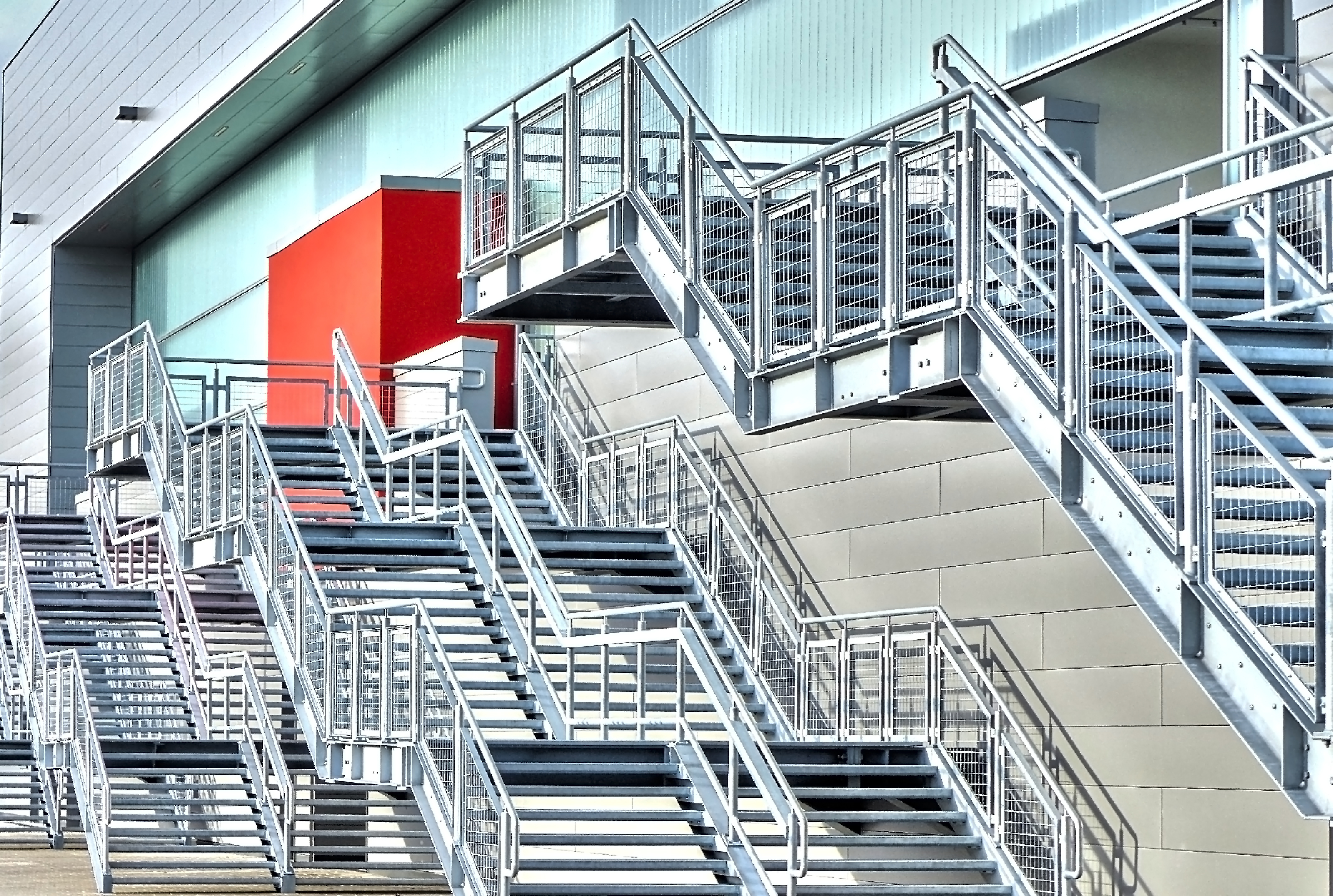
brandtrappen